# Banca Intesa
Banca Intesa S.p.A. va ser un dels principals grups bancaris italians i un dels protagonistes de l'escenari financer europeu.

## Història
Tenia el seu domicili social a Milà i va néixer l'any 1998 de la integració de la Cassa di Risparmio delle Provincie Lombarde (CARIPLO) amb el Banco Ambrosiano Veneto (resultat al seu torn de la fusió entre Banco Ambrosiano i Banca Cattolica del Veneto).
L'any 2000, amb la conclusió del procés de fusió, per incorporació, va adquirir nombrosos bancs regionals, entre ells la Cassa di Risparmio di Parma i Piacenza, FriulAdria (tots dos venuts a Crédit Agricole després de la fusió de 2007 per motius antimonopoli), Carisap i Carifol.
El 1999 el Banc Comercial Italià (COMIT) va entrar al Grup Intesa. Amb la posterior fusió, que es va produir el maig de 2001, el grup va prendre el nom d'IntesaBci. El desembre de 2002 la Junta General d'accionistes va acordar, amb efectes a partir de l'1 de gener de 2003, canviar la denominació social a Banca Intesa.
El 24 d'agost de 2006 es va anunciar un pla de fusió entre Banca Intesa i Sanpaolo IMI, que l'1 de desembre de 2006 va ser aprovat per les juntes d'accionistes dels dos bancs. L'1 de gener de 2007, la fusió va entrar en funcionament, donant així naixement a Intesa Sanpaolo, el primer banc italià i un dels principals de la zona de l'euro.
El nou grup bancari té el seu domicili social a Torí i s'administra segons el model dualista, un sistema de derivació germànica, introduït amb la reforma del dret de societats de 2003, que contempla la coexistència d'un consell de supervisió (que exerceix moltes competències tradicionalment reservades a l'assemblea) i una junta directiva. A Itàlia, és la primera aplicació d'aquest model en una gran empresa.